# Ochetellus vinsoni
Ochetellus vinsoni é uma espécie de formiga do gênero Ochetellus.